# Hockey callejero

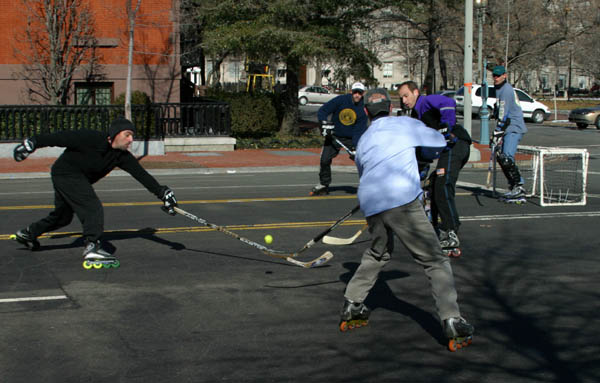
Un juego de hockey callejero en Washington, Estados Unidos.

El Hockey callejero o Hockey de calle es un tipo de hockey jugado usualmente al aire libre con o sin patines. Este puede ser jugado ya sea con un disco o una bola. Generalmente, el juego es jugado sin o con poco equipo protector, por lo tanto, fuerte contacto físico no es muy común. Si es jugado con un disco, por seguridad este no debe ser alzado al aire. Las reglas de juego pueden variar de área a área dependiendo de las tradiciones del lugar. El hockey callejero es usualmente jugado en Canadá y Estados Unidos. El Hockey de playa es una variación del hockey callejero y es comúnmente jugado en las costas de Estados Unidos.